# Tex Murphy

Tex Murphy, selon la représentation utilisée depuis 1994 pour Under a Killing Moon.

Tex Murphy est le héros de six jeux d'aventure développés par Access Software, et ensuite Big finish games, de quatre livres, et d'un feuilleton audio au format mp3 appelé Tex Murphy Radio Theater. Le personnage est un détective privé habitant dans un San Francisco post-apocalyptique. Il est interprété par Chris Jones, cocréateur de la série, et reprend les traits caractéristiques d'un détective de film noir tout en jouant sur le ton de la comédie.

## Le personnage
Les aventures de Tex Murphy se déroulent dans les années 2040, dans un monde ravagé après une Troisième Guerre mondiale. Les radiations ont séparé la population entre « Normaux » (ou « Norms ») et « Mutants », les premiers souvent aisés, les seconds souvent relégués dans les quartiers déshérités.
Il habite le San Francisco d'avant guerre, Old San Francisco, au Ritz, qui n'est qu'un hôtel miteux de la Chandler Avenue, une zone pauvre et délabrée majoritairement peuplée de mutants. Certains d'entre eux sont devenus des amis fidèles : Louie Lamintz, le propriétaire du Brew and Stew ; Rook Garner, un vétéran râleur au cœur d'or bien caché ; Clint, un drogué de chocolat ; et surtout, Chelsee Bando, la jolie vendeuse de magazines du kiosque en face de chez lui.

## Projets réalisés ou à venir

### Jeux vidéo
La saga Tex Murphy est composée de 6 jeux sortis entre 1989 et 2014, et d'un jeu à paraitre à une date indéterminée. Les deux premiers épisodes (Mean Streets et Martian Memorandum) constituent des point and click classiques, tandis que les trois derniers épisodes produits dans les années 90 (Under a Killing Moon, The Pandora Directive et Tex Murphy: Overseer) bénéficient d'une interface 3D à la première personne. Les épisodes développés depuis 2014 reprennent cette même interface, mais développée sous l'Unity Engine.  
Under a Killing Moon marque l'arrivée d'Aaron Conners, scénariste, qui se réappropriera l'univers avec l'aide de Chris Jones. C'est avec ces trois derniers jeux que la saga Tex Murphy connaitra un succès international.  
Première période (Point-and-click)
1989-1991
- Mean Streets (1989)
- Martian Memorandum (1991)

Deuxième période (Interface 3D à la première personne)
1994-1998
- Under a Killing Moon (1994)
- The Pandora Directive (1996)
- Tex Murphy: Overseer (1998)

Troisième période (Interface 3D à la première personne - Unity Engine)- 2014 - ... 
- Tesla Effect (2014)
- The Poisoned Pawn (partiellement un remake de Tex Murphy : Overseer) (annulé)
- The Pandora Directive Remaster (développement à l'arrêt pour une durée indéterminée)
- Trance (Potentiel opus final de la saga).

### Feuilletons audio
- Tex Murphy Radio Theater (2001)

En 2001, devant l'impatience des fans et l'impossibilité de donner suite à la série, Chris Jones et Aaron Conners créent un feuilleton audio dénommé Tex Murphy Radio Theater ; les six épisodes enregistrés, d'une dizaine de minutes chacun, se déroulent immédiatement après Tex Murphy: Overseer ; la plupart des personnages principaux des jeux précédents prêtent leur voix à la série. 
À cause des coûts élevés de production de ces épisodes distribués gratuitement sur le net, aucune suite n'a été produite. Les versions originales et des textes traduits sont téléchargeables sur un site de fans francophones.
- Tex Murphy Radio Theater 2 (2022-2023)

Lors de la campagne Kickstarter lancée afin de financer Tesla Effect, il a été annoncé qu'un nouveau feuilleton radiophonique serait offert en version dématérialisée aux personnes donnant 188 $ et plus. 
Après l'échec financier relatif de Tesla Effect, une première version a été écrite devant clore la saga. À la suite du développement de The Poisoned Pawn, l'idée de sortir un dernier volet en cas de succès est à nouveau envisagée. Cette première version du projet a été mise de côté. À la suite de l'abandon de The Poisoned Pawn, le projet a été relancé et les épisodes sont sortis sur YouTube entre novembre 2022 et janvier 2023.

### Livres
Aaron Conners a tiré quatre livres de l'univers de Tex Murphy. Les éditions Fleuve noir ont édité les deux premiers en 1997 sous les titres « Sous une lune de sang » et « La Directive Pandora ». Les livres sont actuellement presque introuvables en version française, mais disponibles en version papier et ebook en anglais.  
- Under a Killing Moon (Sous une lune de sang) (1996)
- The Pandora Directive (La Directive Pandora) (1995)
- Tex Murphy and the Tesla Effect (Juin 2014 - pas de version française prévue)[3]
- Tex Murphy and the Poisoned Pawn (2020 - pas de version française prévue)
- Tex Murphy and The Romanov Enigma (cinquième livre de l'univers de Tex Murphy se situant entre Overseer et Tesla Effect) (mai 2024)
- Tex Murphy : Trance (titre de travail) (date de parution inconnue)

Une version audio de The Pandora Directive, ayant comme narrateur Chris Jones, l'interprète de Tex Murphy, a été offerte en décembre 2012 en version dématérialisée aux personnes ayant donné 88 $ et plus lors de la campagne Kickstarter.
Des versions audio anglophones des différents livres, avec Aaron Conners comme narrateur, sont disponibles sur son site officiel. 

## Projets suspendus ou à venir

### La trilogie Chance / Trance / Polarity
La suite de la saga devait constituer une trilogie. Cette trilogie aurait consisté en trois histoires interconnectées : "Chance", "Polarity", et "Trance ", histoires tournant autour de Tex Murphy, ainsi que de son présent, de son passé et de son futur. Pour Aaron Conners, The Pandora directive constitue la base fondatrice de la saga Tex Murphy, la trilogie racontant la vraie histoire. Cette trilogie visait à aller plus loin que The Pandora Directive en termes d'interactivité, avec de multiples chemins et fins possibles. Alors que l'avenir de cette trilogie était plus qu'incertain, si ce n'est sous forme de romans, le financement via Kickstarter en juin 2012 de Tesla Effect a permis de développer une partie de celle-ci. Beaucoup de travail de préproduction a été effectué sur cette trilogie, que ce soit au niveau de l'écriture ou au niveau du design. Une de ces histoires est relative aux œufs de fabergé qu'on peut apercevoir dans « Tex Murphy: Overseer ». 
Le premier volet, « Chance » devait commencer quelques semaines après la fin de Tex Murphy:  Overseer, environ deux ou trois mois après la conclusion de The Pandora directive. Les six épisodes de « Tex Murphy : Radio theater » correspondent à certaines séquences de ce qu'auraient dû être les jours 1 et 2 de cet épisode, le jeu devant faire environ 12 jours. L'épisode « Chance » devait faire l'objet d'un livre écrit par Aaron Conners.
Le deuxième volet devait s'appeler "Polarity", et constitue en partie l'histoire de "Tesla Effect". 
Le troisième volet, « Trance », devait, à l'origine, constituer la suite de The Pandora directive. Il a ensuite été décidé d'articuler l'histoire en une trilogie. Cet épisode devait révéler, dans un grand final, le vrai prénom de Tex Murphy, ainsi que le trait mutant de Chelsee. Le vrai prénom de Tex Murphy et le trait mutant de Chelsee ont finalement été révélés dans Tesla Effect. 
"Tesla Effect" se déroule 7 ans après les évènements de Tex Murphy: Overseer, et l'intrigue est celle d'une partie de la trilogie, plus particulièrement Trance et Polarity.

### Feuilleton radio interactif
Un feuilleton radio interactif devait sortir en 2011. À mi-chemin entre feuilleton radio et jeu vidéo interactif, il devait permettre au joueur de mener une enquête, les dialogues et l'histoire devant être illustrés par des montages photos reprenant les acteurs de la série. Malgré son écriture, le projet fut abandonné, Aaron Conners souhaitant donner une suite à la saga qui égalerait en qualité les épisodes précédents.
Ce projet de feuilleton radio interactif a été repris, et est actuellement en cours de développement. 

### Films
Aaron Conners a rédigé un script appelé « A Black Sun Ascending » basé sur l'intrigue de The Pandora Directive, mais le film n'a pas vu le jour. Il est peu probable que ce script soit un jour repris, étant donné ses similitudes avec le film Indiana Jones 4, sorti beaucoup plus tard, en 2008. La version PDF en version originale est disponible en téléchargement gratuit sur le site web d'Aaron Conners .
Adrian Carr, dans une interview accordée au site allemand Adventure Treff, a précisé qu'un film basé sur Tex Murphy pourrait néanmoins voir le jour dans le cas d'un succès de "Tesla Effect" . Toutefois, cela ne serait envisagé qu'en 2015.

## Historique et futur

### 1989 - 1994: les premiers jeux Tex Murphy
En 1989, sort Mean Streets. Le jeu, qui devait initialement être un simulateur de vol, finira par intégrer une histoire et devenir en partie en jeu d'aventure. Sort ensuite Martian Memorandum, qui constitue un point and click classique, sans la partie simulateur de vol. Ces deux épisodes, écrits sans l'aide d'Aaron Conners, sont à part dans la saga, et de qualité inférieure par rapport aux trois volets qui ont suivi. Mean streets bénéficiera d'un remake en 1998, Tex Murphy: Overseer, présenté sous forme de flashbacks. 

### 1994 - 1998: l'âge d'or de la saga
En 1994, avec l'appui d'Aaron Conners au scénario, sort Under a Killing Moon, qui sera plebiscité par la critique, et rencontrera un fort succès commercial. Celui-ci sera suivi de The Pandora Directive et d'Overseer. 

### 1998 - 2012: rachat parMicrosoftet renaissance infructueuse
Après la sortie de Tex Murphy: Overseer, en 1998, Access Software fut racheté par Microsoft. Aaron Conners et Chris Jones ne purent trouver un arrangement pour faire renaître la franchise. Par la suite, Microsoft vendit la propriété de la licence Tex Murphy à Take-Two Interactive, qui ferma la société rachetée.
Les créateurs de Tex Murphy, restés plusieurs années dans l'impossibilité de développer un nouvel épisode, ont décidé de lancer une nouvelle série de jeux vidéo dits "casual" sans rapport avec Tex Murphy à partir de 2008, et ce, uniquement afin de récolter les fonds suffisants pour développer la suite de la saga. Le premier jeu de cette nouvelle franchise publiée par Big Finish Games, Three Cards To Midnight, est sorti le 7 mai 2009. 
Big Finish Games sortira cinq jeux casuals entre 2008 et 2012, mais il ne rencontreront qu'un succès modeste, ne permettant pas de récolter suffisamment de fonds, et déplairont à la plupart des amateurs de jeux d'aventure, malgré le fait qu'ils soient dotés d'une bonne histoire. 
En avril 2009, Aaron Conners a déclaré sur le site unofficialtexmurphy.com que la question des droits de Tex Murphy n'est plus un problème et n'est plus qu'une question de temps. Big Finish Games annonce alors un nouveau projet dénommé Project Fedora. Les déclarations d'Aaron Conners à la mi-2009 sur le forum de la société Big Finish Games, laissent supposer la pré-production d'un nouveau volet de Tex Murphy, qui est par la suite confirmé.

### 2012 - 2014:Kickstarteret sortie de Tesla Effect
Le 15 mars 2012, Chris Jones laisse un message laissant présager le retour imminent de Tex Murphy. Dans le même temps, le magazine anglais GAMEStm, dans son numéro 120, confirme dans une interview de Chris Jones un nouveau jeu Tex Murphy pour fin 2012.
Le 20 mars 2012, Big Finish Games publie une vidéo annonçant le lancement du financement du nouveau volet de la série via Kickstarter, une plateforme de financement participatif. Le lancement de cette campagne est prévu pour le 15 mai 2012. Néanmoins, le développement du jeu a déjà commencé, et ce financement devrait permettre de rassembler plus de fonds pour son développement. Il a également été confirmé que ce nouveau volet fera toujours usage de FMV.
Le 15 mai 2012, la campagne de financement participatif via Kickstarter est lancée. Le montant à atteindre se chiffre à 450 000 $. Le jeu a été budgeté à concurrence de 750 000 $, Big Finish Games apportant en supplément l'argent nécessaire à la production du jeu. La campagne est couronnée de succès dès le 7 juin, plus d'une semaine avant son achèvement. 
Le 16 juin 2012, le projet est financé, comptabilisant un montant total de 598 104 $ via le site de financement participatif, et de 14 615 $ via Paypal, soit 612 719 $ en tout. La campagne Paypal s'achève le 31 juillet 2013 : au total, le montant récolté atteint 657 196 $ en y additionnant les fonds levés par Kickstarter.
Tesla Effect sort le 7 mai 2014 sur les plateformes de téléchargement Steam et GOG. Dans la foulée, Nightdive Studios ressort les 5 premiers jeux de la série le 12 juin 2014 sur Steam et GOG.

### 2014 - 2021: développement et annulation d'un remake d'Overseer sous le nom de The Poisoned Pawn
Un nouveau volet de la saga est développé par Chaotic Fusion, en association avec Big Finish Games. Il inclura de nouvelles séquences, tout en étant à la fois un remake d'Overseer. Le jeu devait initialement sortir fin 2018/début 2019 mais a été retardé, puis finalement officiellement annulé en 2021 à la suite de divergences artistiques entre Chaotic Fusion et Big Finish Games.

### 2021 - ...: The Pandora Directive Remaster et autres projets
En mai 2021, Big Finish Games annonce travailler sur une remasterisation de The Pandora Directive. Les bandes vidéo originales ayant été retrouvées, celles-ci ont pu être digitalisées. Grâce à différents programmes d'intelligence artificielle, les vidéos ont pu être upscalées jusqu'à atteindre une résolution de 8K. En raison d'autres obligations des développeurs, notamment dans la société Trugolf, le développement est actuellement mis en pause.  